# دنیا شروع به رقص می‌کند
دنیا شروع به رقص می‌کند (به هندی: Naach Uthe Sansaar) فیلمی محصول سال ۱۹۷۶ و به کارگردانی یاکوب حسن ریضوی است. در این فیلم بازیگرانی همچون شاشی کاپور، هما مالینی، سیمی گریوال، آریونا ایرانی، لیلا میشارا، کامینی کاشال ایفای نقش کرده‌اند.